# 딜리버루
딜리버루(영어: Deliveroo)는 영국의 음식 배달 회사다. 2013년 윌 슈와 그레그 올로스키가 런던에서 설립하였다. 현재 영국, 프랑스, 벨기에, 아일랜드, 이탈리아, 싱가포르, 홍콩, 아랍에미리트, 쿠웨이트, 카타르에서 운영되고 있다. 자회사인 딜리버루 에디션스는 배달 전용 식사를 준비하기 위한 다크 키친을 운영한다.
딜리버루 HOP는 딜리버루가 운영하는 배달 전용 식료품점에서 운영되며 기존 식료품점과 협력하고 있다. 딜리버루는 또한 주요 영국 소매업체에 주문형 식료품을 위한 배달 및 기술을 제공한다. 이 회사는 2024년 8월 현재 약 182,000개의 레스토랑, 식료품점 및 소매업체와 협력하고 있다.